# David Dundas
David Dundas fue un general inglés, nacido en Edimburgo, Escocia, en el año 1735 y fallecido en 1820.

## Biografía
David fue hijo de un hombre de negocios de Edimburgo, y destinado a la medicina, dejó estos estudios y abrazó la carrera militar, y el apoyo de su tío David Wilson, contramaestre general de la Armada Inglesa, le hizo cruzar los grados militares inferiores, y en 1770 fue nombrado mayor del 15.º Cuerpo de Dragones, posteriormente llegó a contra-maestre general, y mayor general en 1770.
Era objeto especial de las meditaciones de Dundas, la táctica, y aprovechando la paz de 1783, pasa visitar a Prusia para asistir a las maniobras ejecutadas por Federico el Grande, y posteriormente, durante la guerra contra Francia facilita parte de las tropas inglesas en la defensa de Tolón, 1793, y obligado a evacuar, se rindió en Córcega buscando amparo y fue enviado de vuelta al continente en la armada del duque de York, y destaca en el affaire de Tournai en 1794 y arrebata el puesto fortificado de Tuyt en 30 de diciembre de 1794.
Más tarde, reemplaza al general Harcourt como Comandante en jefe del ejército de Inglaterra, y en 1797 es nombrado contra-maestre general y empleado en una nueva expedición comandada por el duque de York, y en 1809 la Cámara de los Comunes, fuerza la dimisión de este último citado y David es comandante en jefe dos años.
Ulteriormente, fue nombrado gobernador del hospital militar de Chelsea en 1804 y miembro del Consejo Privado, y como escritor dejó un tratado de los principales movimientos militares aplicados particularmente a la infantería, usado exclusivamente por todo el ejército y un reglamento de caballería, que devinieron obras clásicas del ejército inglés.

## Obras
- Principles of military movements, chiefly aplied to infantry, London: T. Cadell, 1788.
- Modèles et règlements pour la formation, l'exercise en campagne et les mouvements des troupes de S.M., 1792.
- Regulations for the Cavalry